# Förnbach
Förnbach ist ein Ortsteil der oberbayerischen Stadt Pfaffenhofen an der Ilm.

## Geographische Lage
Förnbach liegt am rechten Ufer der Ilm in der Flussaue und auf dem Hang, es grenzt im Südwesten an die geschlossene Bebauung der Kreisstadt.

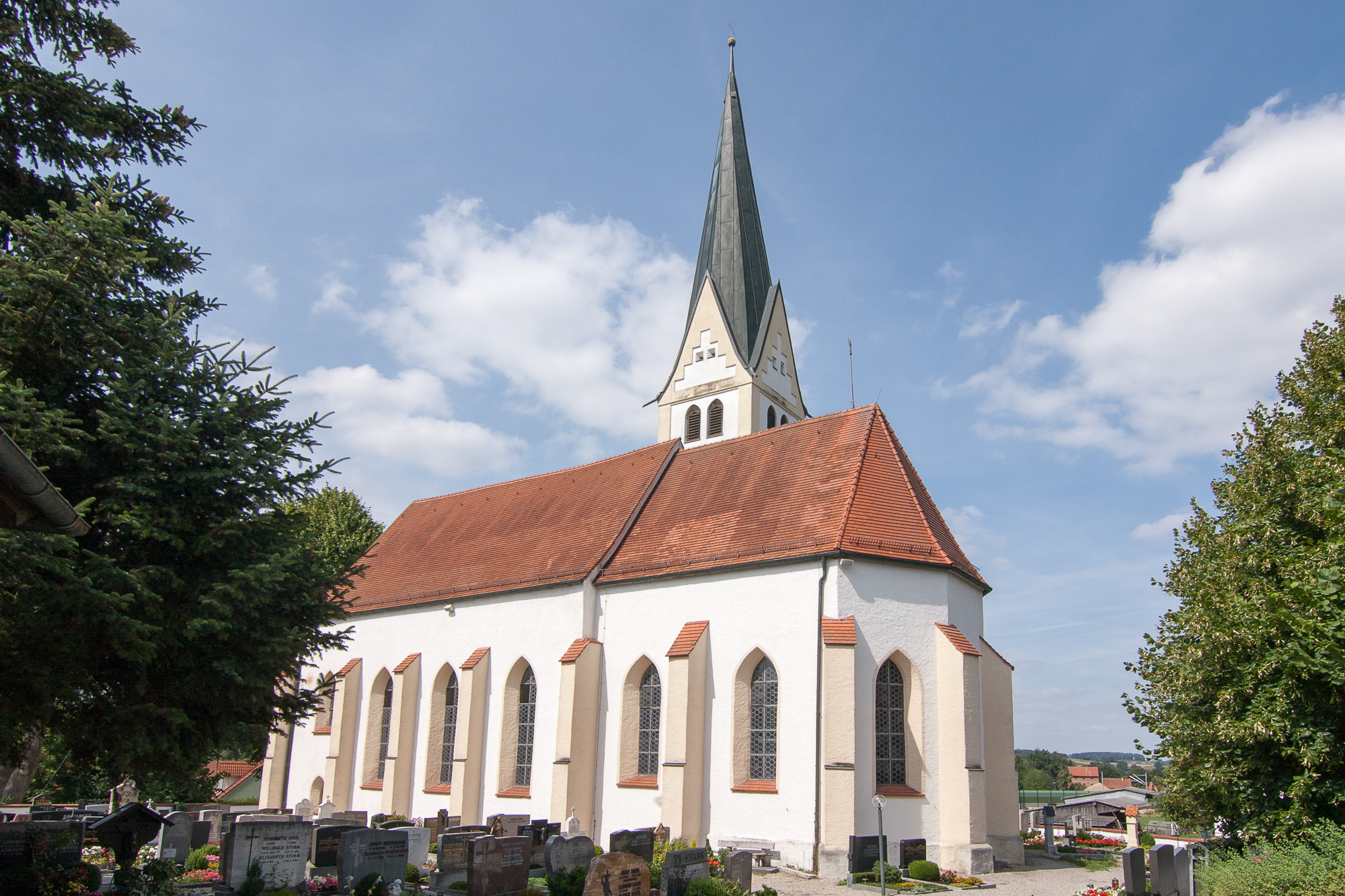
Kirche Mariä Himmelfahrt in Förnbach

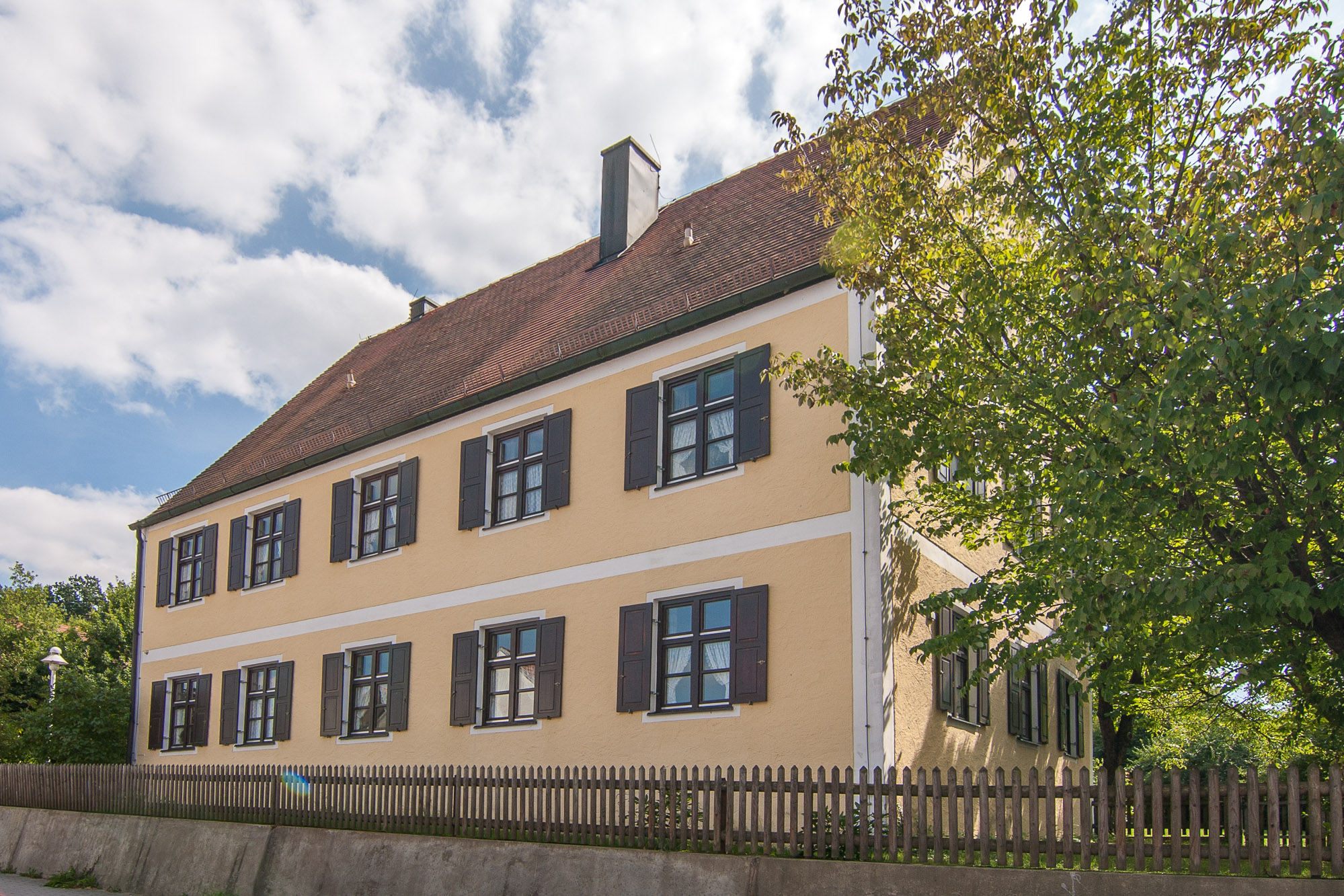
Pfarrhof in Förnbach

## Geschichte
Das Pfarrdorf an der Ilm wird erstmals im Jahr 1000 als Ferinpac erwähnt. Im weiteren Verlauf gehörte Förnbach dem Freisinger Domkapitel, das es 1402 an Heinrich von Preysing zu Wolnzach verkaufte.
Die Hofmark gelangte dann an die Grafen von Törring, die mit der Hofmark Pörnbach einen aus neun ursprünglich selbstständigen Hofmarken bestehenden Besitzkomplex besaßen. Der Verwaltungsmittelpunkt der Hofmarken Pörnbach, Euernbach, Göbelsbach, Tegernbach, Ritterswörth, Burgstall, Eschelbach, Förnbach und Puch, die seit 1819/20 als Patrimonialgerichte der Grafen von Törring-Jettenbach geführt wurden, lag in Pörnbach. Die Patrimonialgerichtsbarkeit wurde in der Revolution 1848 aufgehoben.
Die 1818 mit dem bayerischen zweiten Gemeindeedikt begründete Gemeinde umfasste auch die Orte Altkaslehen, Frechmühle, Riedhof, Seugen, Streitdorf und Thalhof. Im Zuge der Gemeindegebietsreform wurde die Gemeinde aufgelöst und Förnbach mit allen Ortsteilen am 1. Januar 1972 in die Stadt Pfaffenhofen an der Ilm eingegliedert.
Seit 1402 ist die Frauendult an Maria Himmelfahrt in Förnbach nachgewiesen. Die vorerst letzte Dult fand am 21. August 2011 statt.

## Sehenswürdigkeiten
Die Pfarrkirche Mariä Himmelfahrt stammt aus dem 15. Jahrhundert, die Friedhofsmauer aus dem 18./19. Jahrhundert.
Ein so genannter Biberlehrpfad führt von Pfaffenhofen nach Förnbach und der Deutsche Alpenverein unterhält hier die Holledauer Hütte.
Im Förnbacher Forst ist eine Windkraftanlage geplant.

## Baudenkmäler
Unter Denkmalschutz stehen im Dorf eine Mörtelplastik des heiligen Leonhard mit Pferden, die Katholische Pfarrkirche Mariä Himmelfahrt und das Pfarrhaus.
Siehe: Liste der Baudenkmäler in Förnbach

## Bodendenkmäler
Siehe: Liste der Bodendenkmäler in Pfaffenhofen an der Ilm